# Museo Calderini
Il Museo Calderini è un museo del Piemonte situato nel palazzo dei Musei di Varallo. Espone varie collezioni di argomento naturalistico, archeologico, etnografico e culturale.

## Storia
Il museo venne fondato nel 1867 da Pietro Calderini (Borgosesia, 8 novembre 1824 - Varallo, 19 maggio 1906), un sacerdote e naturalista valsesiano che fu anche tra i primi aderenti e attivisti del Club Alpino Italiano. Venne inizialmente concepito come un museo di scienze naturali a supporto delle scuole tecniche presenti a Varallo, ma rapidamente le sue collezioni crebbero grazie a donazioni di studiosi non solo valsesiani e le materie trattate si espansero comprendendo l'archeologia, l'antropologia e in generale le scienze umane. Nel 1906, con la morte del fondatore, il museo gli venne intitolato. Dopo un periodo di chiusura e riorganizzazione, durante il quale offriva solo visite su prenotazione, nel 2017 in occasione del 150º anniversario della scomparsa del suo fondatore, è stato riaperto al pubblico. Condivide la sua sede, lo storico palazzo dei Musei, con la Pinacoteca civica di Varallo, occupando il secondo piano dell'edificio e alcune sale espositive al piano terreno.

## Le collezioni

### Sezione naturalistica

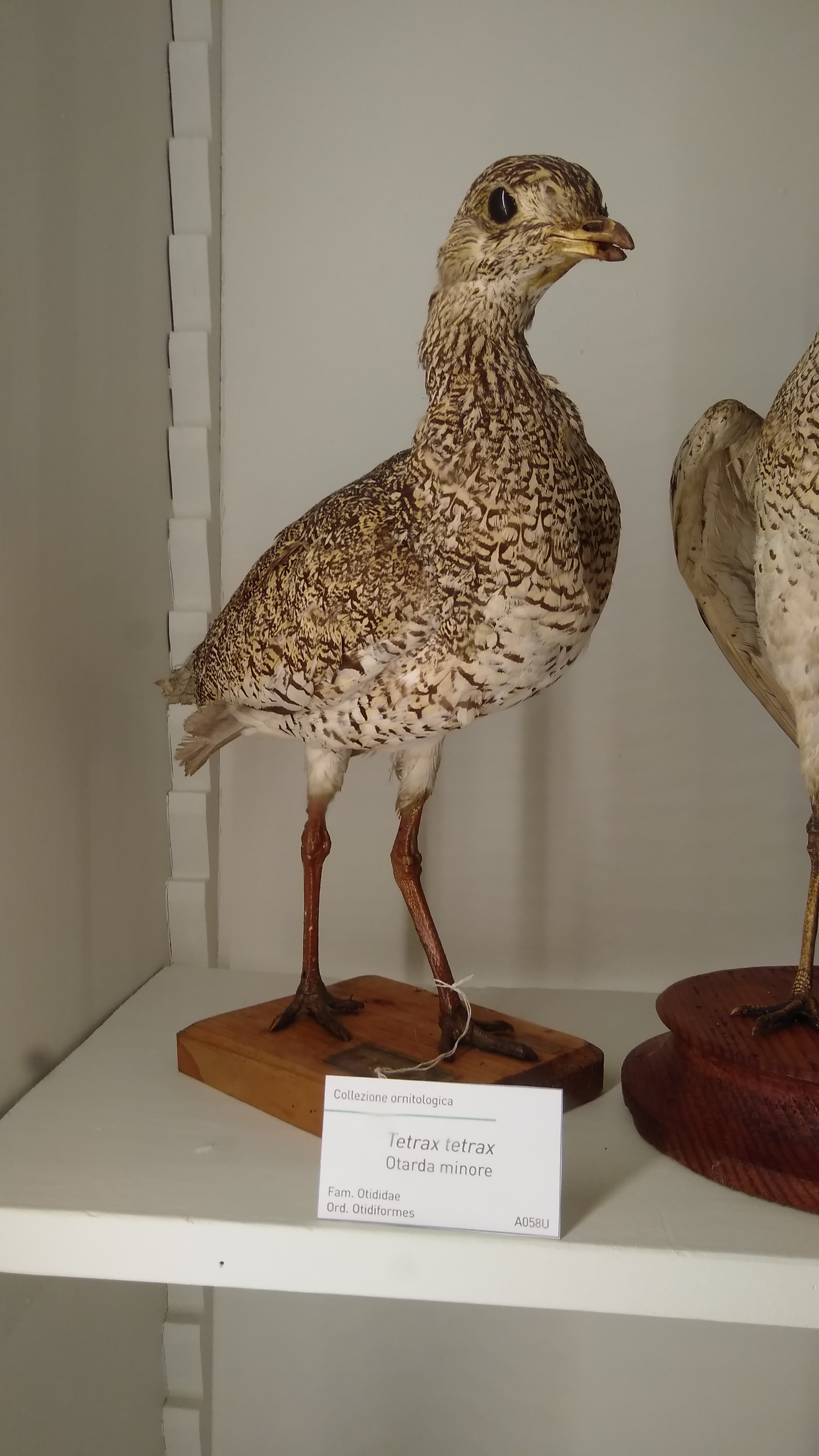
Un esemplare di otarda minore

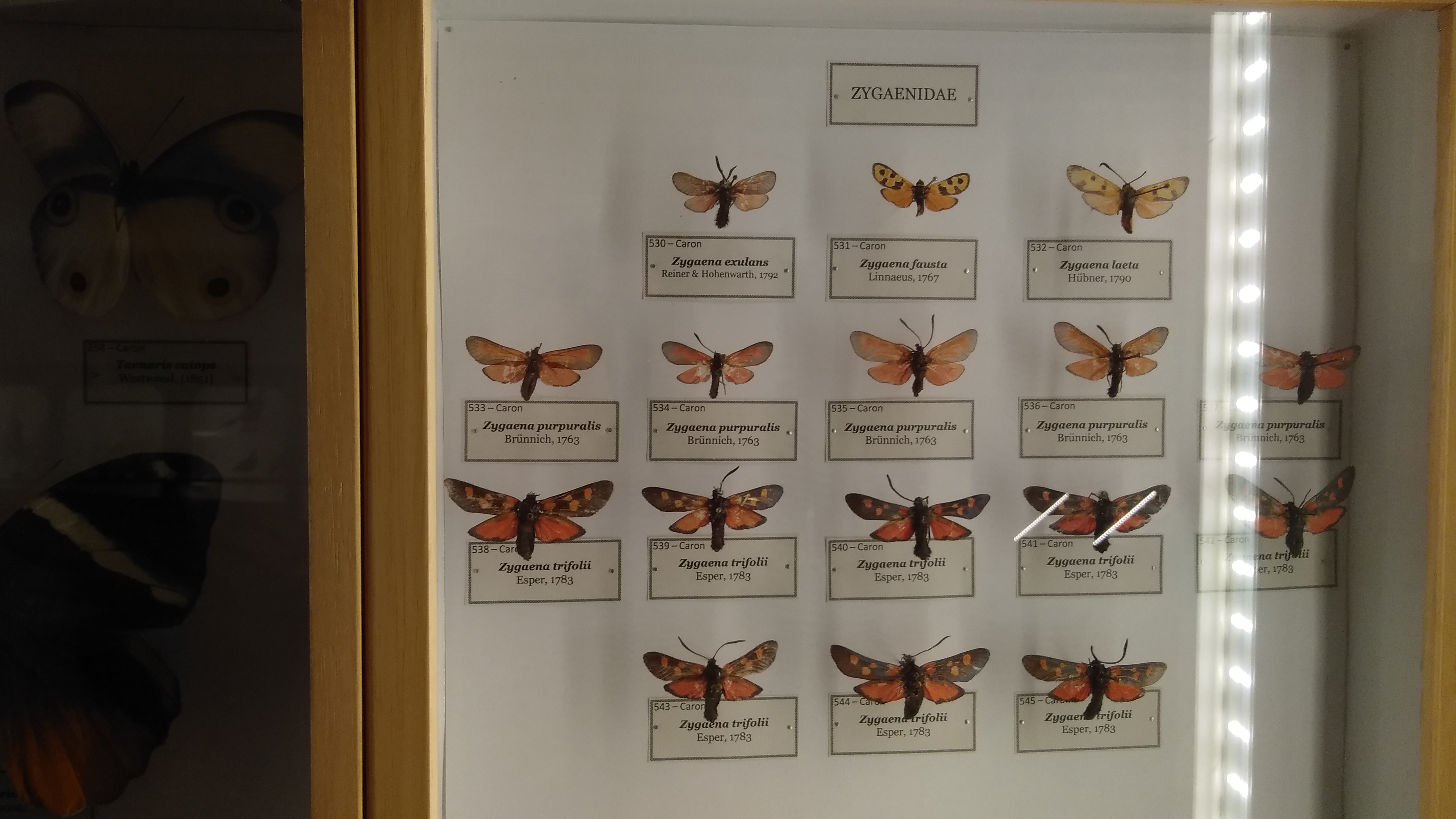
Lepidotteri esposti al museo

La sezione naturalistica del museo espone esemplari e reperti relativi a varie branche delle scienze naturali (zoologia, botanica, micologia, paleontologia, scienze della terra ecc.); particolarmente ricco è il patrimonio ornitologico, con circa 500 esemplari esposti. Anche le collezioni entomologiche sono ben rappresentate e si sono arricchite grazie a cospicue donazioni anche recenti.

### Sezione archeologica
La sezione archeologica si articola attorno a tre nuclei principali: quello egittologico, che comprende un centinaio di reperti, quello greco-romano e quello protostorico, il quale raccoglie vari manufatti della cultura di Golasecca di provenienza valsesiana.

### Sezione demoetnoantropologica
La sezione raccoglie alcuni dei reperti di provenienza extraeuropea portati in Italia dalla pirocorvetta Magenta, che tra il 1865 e il 1868 compì il giro del mondo. Oltre ad oggetti esotici è anche ben rappresentata la cultura materiale della Valsesia ed è presente una raccolta numismatica.

### Sezione umanistica
La sezione umanistica del museo comprende una raccolta di lettere e testi autografi di celebri personaggi della storia italiana tra i quali Giuseppe Mazzini, Silvio Pellico e Giuseppe Garibaldi. Conserva inoltre pergamene e testi rari, in particolare di tipo scientifico, medico e naturalistico. Anche in questo caso la storia locale è ben rappresentata, per esempio con vari documenti relativi alla storia dei Walser.